# Aek Garingging
Aek Garingging is een bestuurslaag in het regentschap Mandailing Natal van de provincie Noord-Sumatra, Indonesië. Aek Garingging telt 985 inwoners (volkstelling 2010).